# Thorsten Storm
Thorsten Storm (* 6. Oktober 1964 in Kellinghusen) ist ein deutscher Handballmanager und ehemaliger Handballspieler.
Als Spieler begann er seine aktive Zeit beim MTV Leck. Über den TSV Rot-Weiß Niebüll kam er dann zum Bundesligisten SG Weiche-Handewitt. Vier Jahre blieb er in Flensburg, bis er für eine Spielzeit zum THW Kiel wechselte. In Kiel beendete der Rechtsaußen dann 1990 seine Karriere als Spieler.
Der gelernte Werbekaufmann arbeitete nach seiner aktiven Zeit beim THW Kiel bis 2002 als Marketingleiter. Anschließend wechselte Storm zum Ligakonkurrenten SG Flensburg-Handewitt, wo er Geschäftsführer wurde. In seiner Zeit als Geschäftsführer gewann Flensburg 2004 die Deutsche Meisterschaft und dreimal den DHB-Pokal (2003, 2004 und 2005). Nachdem im Juli 2006 sein Vertrag in Flensburg nicht verlängert wurde, wechselte Storm am 1. Juli 2007 als Geschäftsführer zu den Rhein-Neckar Löwen. Zwischenzeitlich war über einen Wechsel zum HSV Hamburg spekuliert worden. Bei den Rhein-Neckar Löwen hatte er ursprünglich einen Vertrag bis 2012, der 2010 vorzeitig bis 2015 verlängert wurde. Nachdem im Juni 2014 bekannt wurde, dass er einen ab Sommer 2015 gültigen Vertrag als Geschäftsführer beim THW Kiel abgeschlossen hat, wurde sein Vertrag bei den Löwen zum 31. August 2014 aufgelöst. Deshalb trat er sein Amt bei den Kielern bereits am 1. November 2014 an. Sein bis zum 30. Juni 2019 laufender Vertrag mit dem THW wurde nicht verlängert. Daraufhin wurde Storm Marketing- und Vertriebsvorstand eines E-Sportunternehmens.
Thorsten Storm ist verheiratet.

## Erfolge
als Manager:
- EHF Europa Pokalsieger 2013, 2019
- Deutscher Meister 2004, 2015
- DHB-Pokalsieger 2003, 2004, 2005, 2017, 2019